# Tissanu Khuptanawin
Tissanu Khuptanawin (thailändisch ธฤษณุ คุปตนาวิน; * 10. Februar 2006) ist ein thailändischer Fußballspieler.

## Karriere

### Verein
Tissanu Khuptanawin erlernte das Fußballspielen in der Jugendmannschaft des Banbueng FC in Chonburi. Die erste Mannschaft des Vereins spielte in der dritten Liga. Hier trat der Klub in der Eastern Region an. Als Jugendspieler kam er zweimal in der ersten Mannschaft zum Einsatz. Im Juli 2022 wechwelte er in die Jugend des Erstligisten Chonburi FC. Ende Januar 2024 wechselte er auf Leihbasis zum Zweitligisten Rayong FC. Sein Zweitligadebüt für den Verein aus Rayong gab Khuptanawin am 27. April 2024 (4. Spieltag) im Auswärtsspiel gegen den Lampang FC. Bei dem 1:1-Unentschieden wurde er in der 89. Minute für Noppakun Kadtoon eingewechselt. Die Saison 2023/24 wurde er mit Rayong Tabellendritter und qualifizierte sich somit für die Aufstiegsspiele zur ersten Liga. Hier konnte man sich gegen den Nakhon Si United FC durchsetzen und stieg in die erste Liga auf. Nach der Ausleihe kehrte er im Sommer 2024 nach Chonburi zurück. Am Ende der Saison 2024/25 feierte er mit Chonburi die Zweitligameisterschaft sowie den Aufstieg in die erste Liga.

### Nationalmannschaft
Tissanu Khuptanawin spielte 2023 fünfmal in der thailändischen U17-Nationalmannschaft. Hier bestritt er ein Freundschaftsspiel gegen Südkorea sowie vier Spiele im Rahmen der U17-Asienmeisterschaft im eigenen Land. Hier verlor man im Viertelfinale gegen den späteren Sieger Südkorea.

## Erfolge
Chonburi FC
- Thailändischer Zweitligameister: 2024/25  ▲